# Una nit de venjança
Una nit de venjança (títol original, Vanquish) és una pel·lícula de thriller d'acció nord-americana del 2021 dirigida per George Gallo. La pel·lícula és protagonitzada per Morgan Freeman i Ruby Rose.
Una nit de venjança es va començar a rodar el setembre de 2020 a Biloxi, Mississipi i va acabar el gener de 2021. Es va estrenar als Estats Units el 16 d'abril de 2021. S'ha doblat i subtitulat al català.

## Repartiment
- Ruby Rose com a Victoria
- Morgan Freeman com a Damon
- Nick Vallelonga com a Det. Stevens
- Miles Doleac com aErik
- Patrick Muldoon com a Agent Monroe
- Joel Michaely com a Rayo
- Julie Lott com a Governor Ann Driscoll
- Ekaterina Baker[5]
- Hannah Stocking com a Galyna

## Crítica
El lloc web de l'agregador de ressenyes Rotten Tomatoes va informar que el 5% dels 64 crítics van donar a la pel·lícula una crítica positiva, amb una valoració mitjana de 3,10/10. Metacritic va assignar a la pel·lícula una puntuació mitjana ponderada de 22 sobre 100 basada en 14 crítics, indicant "crítiques generalment desfavorables".

## Premis
| Any  | Premi                  | Categoria     | Nominat   | Resultat | Ref.  |
| ---- | ---------------------- | ------------- | --------- | -------- | ----- |
| 2022 | Premi Golden Raspberry | Pitjor actriu | Ruby Rose | Nominat  | [ 8 ] |